# لقمة ثقب
لقمة الثقب أو ريشة المثقب هي آداة معدنية حادة تصنع عادة من الحديد أو النحاس أو الفولاذ أو التيتانيوم وتوضع في فوهة المثقب لعمل فتحات في المواد المختلفة. توجد لقم مختلفة الأقطار والأطوال والنهايات، وتستخدم المعادن المختلفة حسب نوع المادة المراد اختراقها.

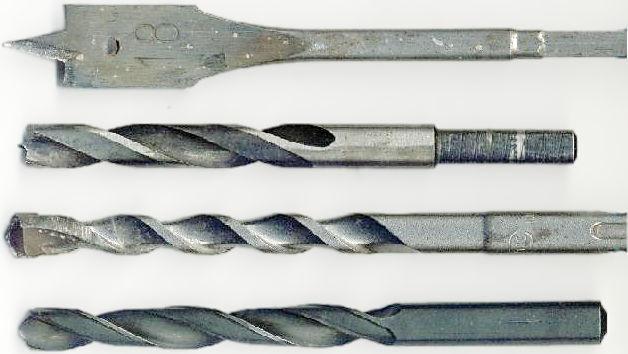
ريش ثقب مختلفة